# Caracol (Mayastad)
Caracol was een stad van de Maya. De plaats ligt in de heuvels van westelijk Belize, in het district Cayo.

## Geschiedenis
De plaats was waarschijnlijk al bevolkt in 1200 v.Chr.. De vroegste historische vermelding is van 495, maar Caracol werd pas een belangrijke stad in de 7e eeuw. Op 18 april 553 besteeg de Heer Water de troon als ahau van Caracol en ontpopte zich als een agressief heerser. Hij raakte betrokken in een aantal conflicten met wat toen een Maya-grootmacht was, de stad Tikal die ten noordwesten van Caracol lag. In 562 werd Tikal vernietigend verslagen en het hiaat in de geschiedschrijving van die stad van 557 tot 697 is grotendeels aan de Heer Water toe te schrijven. In 631 en 636 voerde Caracol ook oorlog tegen Naranjo en veroverde die stad in 642. Zelf had Caracol in deze tijd zo'n 140.000 inwoners, maar in 859 werd de laatste steen opgericht. Ook deze stad ontkwam niet aan het ineenzakken van de klassieke Maya-tijd van de goddelijke ahau's. In de tijd daarna werd er nog wel gebouwd maar op veel bescheidener schaal. Rond 1050 werd de stad geheel verlaten.
De ruïnes van Caracol zijn in 1938 ontdekt door een houthakker en in 1950 begon men op bescheiden schaal met opgravingen. In 1985 begon het Caracol Project. 

## Planning
Het Ministerie van Toerisme van Belize heeft er een Caracol Archeologisch Reservaat van gemaakt en heeft plannen om van de stad een even grote toeristische trekpleister te maken als de oude rivaal Tikal. Men wil echter de stad eerder als onderdeel van de omringende natuur blijven zien dan net als in Tikal een volledige restauratie uitvoeren. De natuur is namelijk ook erg indrukwekkend en al onderdeel van het Chiquibul Woudreservaat.